# Bayside
Bayside je americká punk rocková hudební skupina, která vznikla v Queens v New Yorku v roce 2000. Od svého vzniku vydala kapela pět studiových alb. Dnes se kapela skládá ze čtyř členů, jimiž jsou Anthony Raneri (zpěv, rytmická kytara, Jack O'Shea (kytara), Nick Ghanbarian (basová kytara) a Chris Guglielmo (bicí).

## Historie

### Začátky (2000-2004)
Kapela Bayside vznikla v roce 2000 v Queens v New Yorku. Svoje jméno získala při cestě na koncert kapely New Found Glory, kdy členové vymýšleli název pro demo album, které chtěli této skupině věnovat. Právě v tu chvíli projížděli železniční stanicí Bayside. Toto jméno nakonec s kapelou zůstalo a skupina nadále pod ním vystupuje. Po dalším samostatně vydaném demo albu, které obsahovalo pět písní, podepsala kapela smlouvu s vydavatelstvím Dying Wish Records. V roce 2001 poté vydala skupina svoje první EP album s názvem Long Stories Short. V roce 2003 nahrála kapela splitové album s kapelou Name Taken s názvem Bayside/Name Taken. Později v tomto roce skupina podepsala novou smlouvu s vydavatelstvím Victory Records. S ním vydala kapela v lednu roku 2004 svoje debutové studiové album s názvem Sirens and Condolences, ze kterého pochází také píseň „Masterpiece“.

### Bayside a nehoda (2004-2006)
V září roku 2005 vydala kapela své druhé studiové album pojmenované Bayside. 31. října 2005 postihla skupinu tragédie, když při návratu z koncertu havarovala jejich dodávka, když dostala smyk na náledí, vyjela z vozovky a převrátila se. Bubeník John Holohan nehodu nepřežil, baskytarista Nick Ghanbarian byl vážně zraněn a musel postoupit operaci, zlomil si bederní obratle. Anthony Raneri a Jack O'Shea vyvázli jen s lehkými zraněními. Téměř okamžitě kapela nahrála album Acoustic (album, Bayside), které obsahuje přehrávky několika skladeb z předcházejícího alba a vzdává poctu zesnulému členovi kapely. Přímo jemu byla věnována píseň „Winter“. Holohanovi vzdali poctu i jiné kapely, například kapela Punchline vydala své album 37 Everywhere právě jako vzpomínku na Holohana. Mezi další kapely patří I Am The Avalanche, Silverstein a The Sleeping.

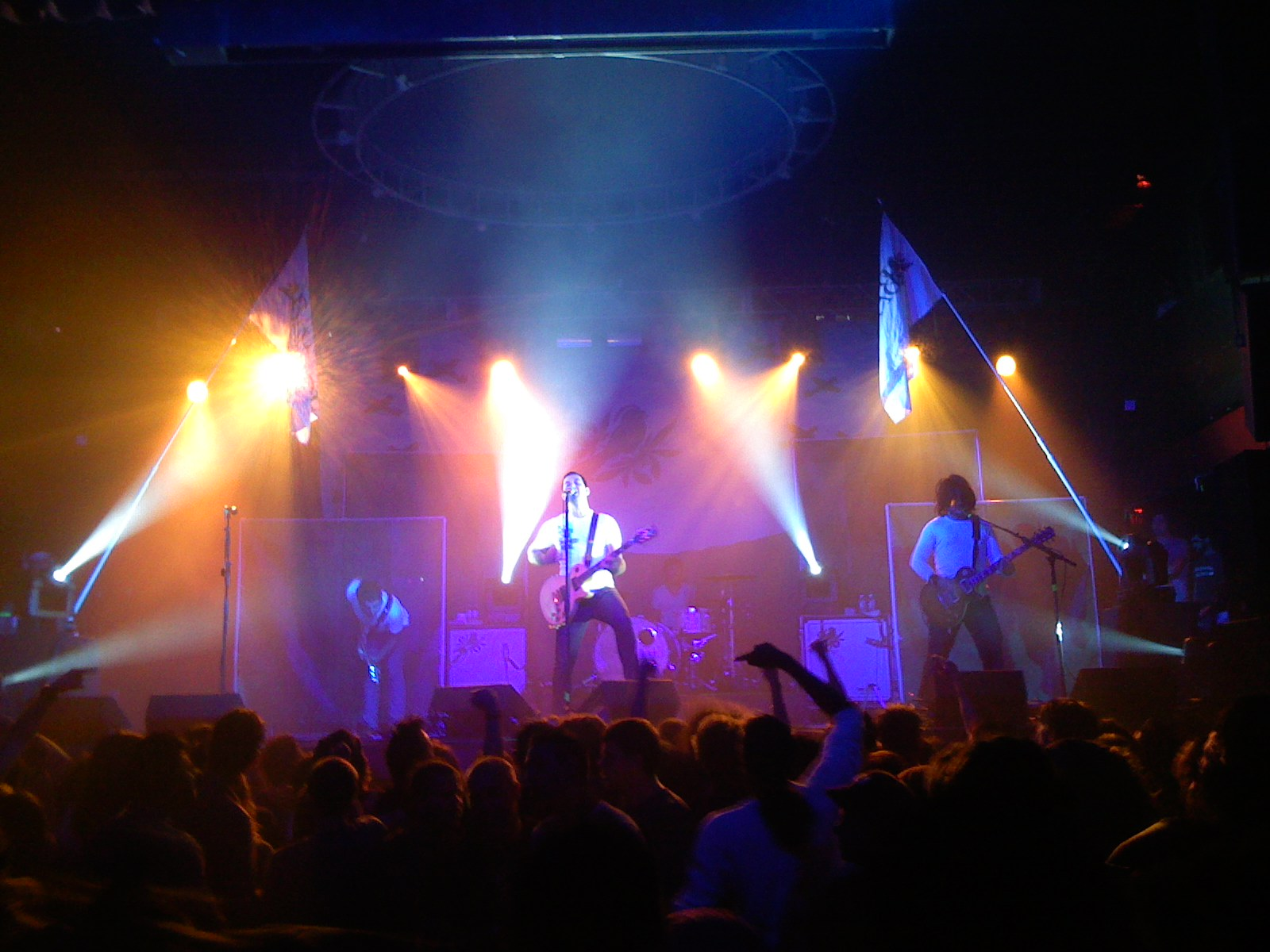
Vystoupení kapely Bayside.

### The Walking Wounded, Shudder a další alba (2006-2009)
Chris Guglielmo nahradil zesnulého Holohana na pozici bubeníka. V únoru roku 2007 vydala kapela třetí studiové album s názvem The Walking Wounded. Toto jméno vymyslel Ghanbarian a nese vzpomínky z havárie. Ten totiž ležel na silnici a slyšel zdravotníky, jako hovoří o ostatních členech kapely jako o "walking wounded" - chodící ranění. Po hudební stránce však album stopy nehody nenese, naopak hudba i slova jsou optimistická a velmi energické. Singl s názvem „Duality“ zazněl v hororovém filmu Resident Evil: Zánik. Titulní skladba „The Walking Wounded“ byla uvedena v soundtracku videohry NHL 08.
30. září 2008 vydala kapela dvě alba, čtvrté studiové album s názvem Shudder a koncertní album s názvem Live at the Bayside Social Club. Podle zpěváka Anthony Raneriho má album mnohem více punkový zvuk než album předchozí. Z alba jsou populární dvě skladby singl „No One Understands“ a skladba „I Think I'll Be OK“, která byla často hrána na koncertech kapely v roce 2008.

### Killing Time (2009-současnost)
V květnu roku 2009 vystoupila kapela na festivalu The Bamboozle Festival. Také oznámila, že album Shudder bylo poslední s vydavatelstvím Victory Records. Pro kompilační album Punk Goes Pop 2 od Fearless Records vydala cover verzi písně „Beautiful Girls“ od Seana Kingstona. Kapela se zúčastnila Vans Warped Tour v roce 2009.
Objevily se spekulace, jak bude kapela po odchodu od Victory Records pokračovat. Skupina začala pracovat na novém studiovém albu, které mělo vyjít na počátku roku 2011. Vzhledem k tomu, že kapela neuvedla žádné podrobnosti k albu (název, studio, producenta ani vydavatele), bylo album v hudebním magazínu Alternative Press označeno záhadou roku a zároveň jedním z nejočekávanějších alb roku 2010.
V březnu roku 2010 stejný deník uvedl informaci, že kapela na albu spolupracuje s vydavatelstvím Wind-up Records a datum vydání
upřesnil na podzim roku 2010. V červnu roku 2010 začala kapela dolaďovat písně pomocí trackeru. Kapela si pozvala producenta Gila Nortona, který je známý pro spolupráci se skupinami Foo Fighters, The Pixies, Counting Crows, Echo and the Bunnymen, Jimmy Eat World a Dashboard Confessional. Později Raneri upřesnil datum vydání alba na únor roku 2011. V září roku 2010 kapela přes svůj profil na Twitteru oznámila přesné datum 22. února 2011 a jméno alba Killing Time. 18. října byla pro přehrání uvolněna na serveru absolutepunk první skladba s názvem „Already Gone“. 16. listopadu roku 2010 vydala kapela první singl alba s názvem „Sick, Sick, Sick“. Na začátku února 2011 kapela uvolnila k poslechu další dvě skladby „Mona Lisa“ a „On Love, On Life“.
22. dubna 2011 odstartovala kapela turné se skupinami Silverstein, Polar Bear Club, The Swellers a Texas In July. Při turné bylo vydáno kompilační album s názvem Take Action Vol. 10, které obsahuje nahrávky všech pěti kapel z turné. Na této kompilaci kapela Bayside uveřejnila dosud nevydanou píseň „Battle Scars“. V červnu 2011 koncertovala se skupinou Transit. V září a říjnu 2011 hrála se skupinami Saves The Day, I Am The Avalanche a Transit. Při tomto turné vydalo Rise Records kompilační 7 palcovou desku, na které hrají všechny čtyři kapely. Bayside zde nahráli původní demo prvního singlu „Sick, Sick, Sick“.
Skupina oznámila svoji účast na Warped Tour v roce 2012.

## Diskografie

### Studiová alba
- Sirens and Condolences (2004)
- Bayside (2005)
- The Walking Wounded (2007)
- Shudder (2008)
- Killing Time (2011)

### EP alba, koncertní alba a splitová alba
- Long Stories Short - EP (2001)
- Bayside/Name Taken - Split (2003)
- Acoustic - EP (2006)
- Bayside/I Am The Avalanche Split - split (2007)
- Live at the Bayside Social Club - koncertní (2008)